# 10 Years (album)
10 years je kolekcija najvećih hitova holandskog trens producenta i -a Armina van Bjurena.

## Spisak pesama

### Disk br.1
1. -{Hymne – 2:51
2. Sail – 9:13
3. Love You More – 9:02
4. Communication Part 3 – 8:28
5. Yet Another Day – 6:39
6. Burned with Desire – 7:44
7. 4 Elements – 9:18
8. Sound of Goodbye (Dark Matter Remix) – 6:42
9. Clear Blue Moon – 7:27
10. Blue Fear – 7:54
11. Exhale – 4:38}-

### Disk br.2
1. -{Who is Watching – 11:19
2. Saturday Night" – 7:45
3. Zocalo" – 8:40
4. This World is Watching Me" – 7:48
5. Sunspot" – 6:01
6. Touch Me – 9:09
7. Simple Things – 7:08
8. Shivers – 6:47
9. Wall of Sound – 8:09
10. Intruder – 7:29}-

## Spoljašnje veze
- „“ na